# ضیاء مختاری
ضیاء مختاری (زادهٔ ۱۲۸۲ – درگذشتهٔ ۱۳۵۴ ه‍. خ) موسیقی‌دان، آهنگساز، رهبر ارکستر و نوازندهٔ پیانو اهل ایران بود. او از نخستین فارغ‌التحصیلان شعبهٔ موزیک دارالفنون و عضو شوراهای موسیقی رادیو در دههٔ ۱۳۴۰ بود.

## زندگی
ضیاء مختاری در سال ۱۲۸۲ ه‍.ش متولد شد. پدرش محمدتقی مختاری، نقاش و خوشنویس دربار مظفرالدین‌شاه، محمدعلی‌شاه و احمدشاه قاجار و پدربزرگش، محمدعلی سلطان‌الکتاب نیز خوش‌نویس دربار ناصرالدین‌شاه بود. ضیاء مختاری پس از پایان تحصیلات ابتدایی، در سن ۱۲ سالگی به مدرسهٔ دارالفنون راه یافت. او در سال ۱۲۹۷ ه‍.ش همزمان با تأسیس شعبهٔ موزیک دارالفنون، تحصیلات موسیقی خود را در این مدرسه آغاز کرد. وی در طول دورهٔ تحصیل هفت سالهٔ خود، درس‌هایی همچون تئوری موسیقی، سلفژ، هارمونی، کمپوزیسیون، سازشناسی و ارکستراسیون را فراگرفت و در سال تحصیلی ۱۳۰۵ – ۱۳۰۴ ه‍.ش با رتبهٔ اول فارغ‌التحصیل و «مدال علمی» به او اهدا شد. مختاری برای امتحانات نهایی و دریافت دیپلم موسیقی، نخستین اثر رسمی خود که یک قطعهٔ مارش بود را آهنگسازی و در جشن فارغ‌التحصیلی به همراه ارکستر رهبری و اجرا کرد. او پس از پایان تحصیلات خود، به دعوت غلامرضا مین‌باشیان که مدیریت شعبهٔ موزیک دارالفنون را برعهده داشت، به تدریس تئوری، هارمونی، سلفژ، سازهای بادی و پیانو در این مدرسه مشغول شد. پس از مدتی با پیشنهاد ضیاء مختاری و موافقت وزارت فرهنگ، درس موسیقی و سرود به عنوان یکی از درس‌های اصلی مدارس همراه با نمرهٔ مستقل شناخته شد. او پس از تأسیس دایرهٔ سرود و موسیقی مدارس، به عنوان نخستین رئیس این بخش مدیریت آن را برعهده گرفت.
ضیاء مختاری ارکستری با نوازندگان سازهای زهی و بادی تشکیل داد و همراه با این ارکستر آثار خود و دیگر آهنگسازان را رهبری و اجرا می‌کرد. آثاری همچون «سرود درخت‌کاری»، «سرود هواپیمایی»، «سرود هنرستان دختران»، «سرود علم و هنر» و «نیایش پروردگار» توسط این ارکستر به اجرا درآمدند. او در خرداد و تیر سال ۱۳۱۲ ه‍.ش همراه با ابوالحسن صبا، موسی معروفی، رضاقلی‌میرزا ظلی و مشیرهمایون شهردار، قطعاتی را در کمپانی کلمبیا، به روی چند صفحهٔ گرامافون ضبط کرد.
ضیاء مختاری در سال ۱۳۲۰ همکاری خود را با رادیو آغاز کرد و به عنوان «ریاست ارکستر» و نوازندهٔ پیانو به استخدام درآمد. این همکاری در سال ۱۳۲۴ با دل‌سردی مختاری از شرایط موجود پایان یافت و پس از آن مدتی به تجارت و بازرگانی مشغول شد. او در شهریور سال ۱۳۳۸ مجدداً به رادیو دعوت شد و به عنوان نوازندهٔ پیانو با ارکسترهای رادیو به همکاری پرداخت. پس از مدتی سرپرستی «ارکستر نوین» رادیو به او سپرده شد و به عضویت شورای موسیقی رادیو درآمد. ضیاء مختاری در زمینهٔ مبانی موسیقی کتابی با عنوان خودآموز موسیقی نوشت که سال‌ها در مدارس ایران تدریس شد. این کتاب شامل ۲ بخش نظری موسیقی و سلفژ است. مختاری طیِ دو دوره از سوی وزارت فرهنگ، نشان درجهٔ دوم و سوم علمی را کسب کرد و تقدیرنامه‌های متعددی به او اهدا شد. ضیاء مختاری در نخستین کنسرت قمرالملوک وزیری به عنوان نوازندهٔ پیانو، به همراه مرتضی نی‌داوود (تار)، شکرالله قهرمانی (تار)، ابراهیم منصوری (ویلن)، مصطفی نوریانی (ویلن) و حسین‌خان اسماعیل‌زاده (کمانچه) حضور داشت. او در زمینهٔ موسیقی نظامی نیز مهارت داشت. مختاری در درههٔ ۱۳۳۰ و ۱۳۴۰ در حیطهٔ موسیقی پاپ نیز به فعالیت پرداخت و قطعاتی را برای «ارکستر جوانان» تنظیم کرد.
علی تجویدی، آهنگساز و نوازندهٔ سرشناس ویلن، پسرعمو و از شاگردان ضیاء مختاری بوده‌است.

## آثار هنری
از جمله آثار موسیقی ضیاء مختاری می‌توان به موارد زیر اشاره کرد:
- «دو خاطره» در بیات اصفهان
- «آدمیت» در ماهور
- «افتتاح ارکستر»
- «خواب آشفته»
- «شکوهٔ عاشق»
- «والس زیبا»
- «تانگو شب‌های وصل یار»
- «سرود هواپیمایی»[۸]
- «جلوهٔ قمر» با شعر پرویز وکیلی و خوانندگی ویگن[۹]
- «گل یخ» با شعر پرویز وکیلی و خوانندگی غلامعلی روانبخش[۱۰]
- «چراغ لاله» با شعر پرویز وکیلی و خوانندگی غلامعلی روانبخش[۱۱]